# آستانه لیزرتابی
آستانه لیزرتابی پایین‌ترین تراز برانگیزش است که در آن خروجی لیزر تحت تأثیر گسیل برنگیختهشده‌است تا گسیل خودبه‌خودی. در زیر آستانه، توان خروجی لیزر با افزایش برگیزش به آرامی افزایش می‌یابد. بالاتر از آستانه، شیب توان در مقابل برانگیزش، مرتبه‌های بزرگی بزرگتری است. پهنای‌خط انتشار لیزر بالای آستانه نیز مرتبه بزرگی کوچکتری از زیر آن است. بالای آستانه لیزر، لیزرتابی گفته می‌شود. اصطلاح «لیزتابی» یک پسین‌سازی از «لیزر» است که سرواژه است، نه اسم فاعل.

## نظریه
آستانه لیزر زمانی بهره نوری محیط لیزر دقیقاً با مجموع تلفات ناشی از نور در یک دور رفت و برگشت کاواک نوری لیزر متعادل شود. این عبارت را می‌توان با فرض عملکرد حالت-پایدار بیان کرد
{\displaystyle R_{1}R_{2}\exp(2g_{\text{threshold}}\,l)\exp(-2\alpha l)=1} .
اینجا {\displaystyle R_{1}} و {\displaystyle R_{2}} بازتابندگی‌های آینه (قدرت) هستند، {\displaystyle l} طول متوسط بهره است، {\displaystyle \exp(2g_{\text{threshold}}\,l)} آستانه رفت و برگشت بهره توان است، و {\displaystyle \exp(-2\alpha l)} تلفات رفت و برگشت است. توجه داشته باشید که {\displaystyle \alpha >0} است. این معادله تلفات موجود در لیزر را به تلفات موضعی ناشی از آینه‌ها، که آزمایشگر کنترل آنها را دارد و تلفات پخش‌شده مانند جذب و پراکندگی را جدا می‌کند. آزمایشگر به‌طور معمول کنترل کمی بر تلفات پخش شده دارد.
افت نوری برای هر لیزر تقریباً ثابت ({\displaystyle \alpha =\alpha _{0}}) است، خصوصاً نزدیک به آستانه. با این فرض می‌توان شرایط آستانه را به صورت مجدد مرتب کرد:
{\displaystyle g_{\text{threshold}}=\alpha _{0}-{\frac {1}{2l}}\ln(R_{1}R_{2})} .
از آنجا که {\displaystyle R_{1}R_{2}<1}، هر دو جمله در سمت راست مثبت هستند، از این رو هر دو جمله پارامتر بهره آستانه مورد نیاز را افزایش می‌دهند. این به این معنی است که کمینه‌سازی پارامتر بهره {\displaystyle g_{\text{threshold}}} نیاز به تلفات کم پخش‌شده و آینه‌هایی با بازتاب‌پذیری بالا دارد. ظاهر {\displaystyle l} در مخرج نشان می‌دهد که با افزایش متوسط بهره، میزان آستانه مورد نیاز کاهش می‌یابد، اما به‌طور کلی اینگونه نیست. وابستگی به {\displaystyle l} پیچیده‌تر است زیرا {\displaystyle \alpha _{0}} به‌طور کلی با {\displaystyle l} به دلیل تلفات پراش افزایش می‌یابد.

### اندازه‌گیری تلفات‌های داخلی
تجزیه و تحلیل بالا بر روی لیزری است که در یک حالت-مانا در آستانه لیزر کار می‌کند. با این حال، این فرضی نیست که بتواند کاملاً برآورده شود. مسئله این است که توان خروجی لیزر خواه بالا یا پایین آستانه باشد، بسته به مرتبه بزرگی متفاوت است. هنگامی که بسیار نزدیک به آستانه است، کوچکترین پریشیدگی (پِرتِربِیشن) قادر به ایجاد تاب‌دادن‌های (سویینگ) زیادی در توان لیزر خروجی است. از دیس‌گرایی می‌توان برای بدست آوردن اندازه‌گیری‌های خوب تلفات داخلی لیزر به شرح زیر استفاده کرد:
در بیشتر انواع لیزر از یک آینه که بسیار بازتاب‌کننده است و از دیگری (به نام تزویج‌گر خروجی) که تا حدی بازتابنده است، استفاده می‌شود. بازتابندگی‌های بیش از ۹۹٫۵٪ به‌طور معمول در آینه‌های دی‌الکتریک حاصل می‌شود. تجزیه و تحلیل با گرفتن {\displaystyle R_{1}=1} می‌تواند ساده شود. بازتابنده تزویج‌گر خروجی را می‌توان {\displaystyle R_{\text{OC}}} نشان داد. معادله فوق به ساده می‌شود
{\displaystyle 2g_{\text{threshold}}\,l=2\alpha _{0}l-\ln R_{\text{OC}}} .
در بیشتر موارد، توان پمپ‌زنی مورد نیاز برای دستیابی به آستانه لیزر متناسب با سمت چپ معادله خواهد بود، یعنی {\displaystyle P_{\text{threshold}}\propto 2g_{\text{threshold}}\,l}. (این تجزیه و تحلیل برای در نظر گرفتن انرژی آستانه به جای توان آستانه به همان اندازه قابل استفاده است. این بیشتر مربوط به لیزرهای پالسی است). این معادله را می‌توان بازنوشت:
{\displaystyle P_{\text{threshold}}=K(\,L-\ln R_{\text{OC}}\,)} ،
که {\displaystyle L} توسط {\displaystyle L=2\alpha _{0}l} و {\displaystyle K} یک ثابت است، تعریف شده‌است. این رابطه به متغیر {\displaystyle L} اجازه می‌دهد به صورت تجربی تعیین شود.
یک بحث تجربی خوب در مورد چندی‌سنجش (کوانتیفیکیشن) تلف لیزر در کتابی توسط ووب. کِشنِر آورده شده‌است.